# Vatikánský rozhlas
Vatikánský rozhlas (italsky Radio Vaticana), je oficiální rozhlasová stanice Vatikánu, kterou na přání papeže Pia XI. vybudoval slavný italsko-irský vynálezce bezdrátového vysílání Guglielmo Marconi. Bylo založeno především jako nástroj pro šíření katolické víry a pro komunikaci Svatého stolce s věřícími, ale později se zaměřilo spíše na zpravodajskou činnost s orientací na informace z Vatikánu a katolického světa. Přináší podrobné reportáže o činnosti papeže a o jeho cestách. 
Vedením rádia jsou od jeho počátků pověřeni jezuité. Autorem světoznámé znělky rádia "Kristus kraluje, Kristus vítězí" (Christus regnat, Christus vincit, Christus imperat) je český hudební skladatel Jan Kunc.
Rádio původně nevysílalo žádné reklamy, což se změnilo v červenci 2009. Důvodem byla snaha o pokrytí rostoucích nákladů. Všechny vysílané reklamy musí splňovat morální nároky Svatého stolce.
Od září 2019 je odpovědným vedoucím Vatikánského rozhlasu Massimiliano Menichetti. Sídlo se nachází v Piazza Pio v Římě, mimo hradby Vatikánu.

## Historie

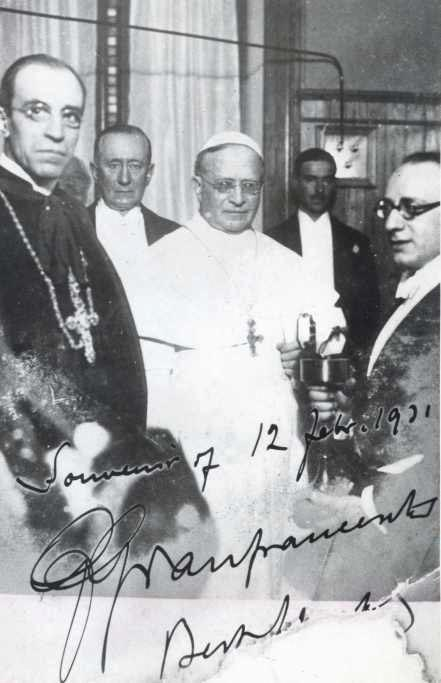
Papež Pius XI. (uprostřed), státní sekretář Eugenio Pacelli (vlevo) a Guglielmo Marconi (vzadu mezi nimi) při slavnostní inauguraci Radia Vatikán (1931).

Rádio bylo založeno v únoru 1929, krátce po vzniku samostatného městského státu Vatikán. Pro potřeby rozhlasu byla ve Vatikánských zahradách postavená nová budova, vysílací centrum Marconi. Prvním ředitelem byl Giuseppe Gianfranceschi. Vysílání zahájil 12. února 1931 sám Pius XI. latinskou promluvou „Qui arcano Dei“. 

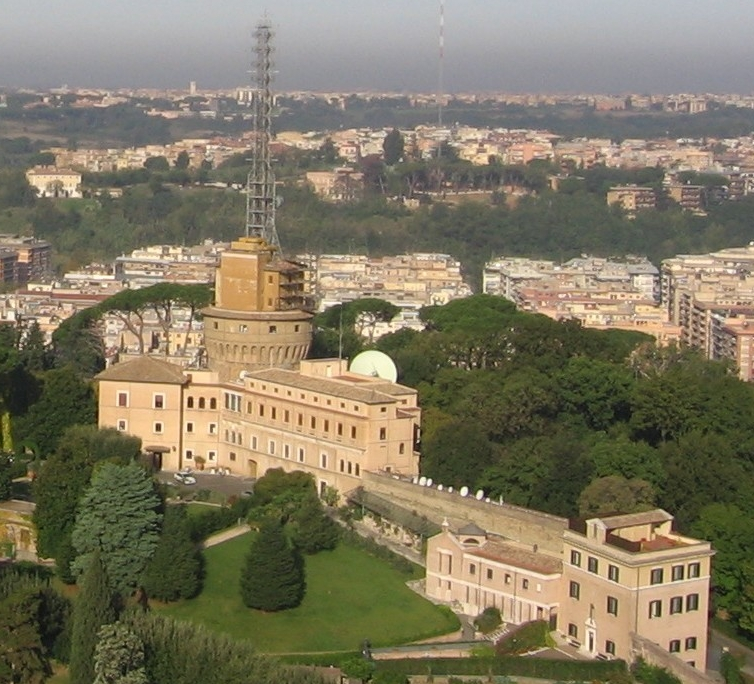
Historická budova Radia Vatikán v Římě z roku 1936.

V roce 1936 bylo rádio uznáno Mezinárodní radiofonní unií (UIR). V témže roce byly vytvořeny nové kanceláře a rozhlasová studia v paláci Lva XIII. při severní kruhové věži leonské zdi ve Vatikánských zahradách. Po smrti Pia XI. v roce 1939 vatikánský rozhlas poprvé přenášel průběh konkláve i uvedení nového papeže Pia XII. do úřadu.
První vysílání probíhala v latině, ale již během druhé světové války se vysílalo v devíti jazycích a po roce 1945 se počet jazykových mutací ještě zvýšil na 18. Také se rozšířil redakční tým. 
Rádio Vatikán bylo v roce 1950 jednou z 23 zakládajících vysílacích organizací Evropské vysílací unie (EBU).

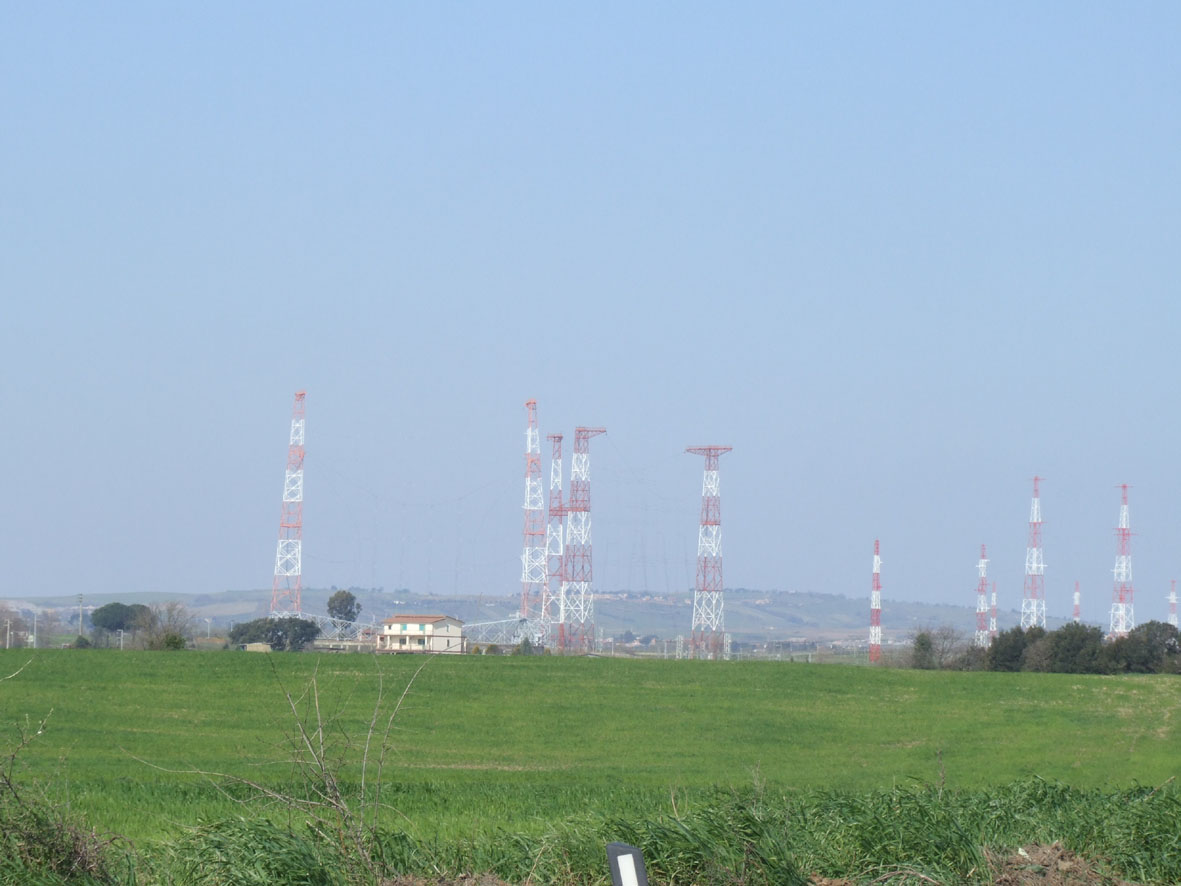
Vysílací antény v Santa Maria di Galeria

Kvůli potřebě silnějších vysílačů byla roku 1954 zahájena stavba vysílacího střediska v Santa Maria di Galeria, severozápadně od Říma. Italská republika udělila místu exteritoriální status již v roce 1951. Pius XII. středisko slavnostně otevřel 27. října 1957.
Protože v 2. polovině 20. století již stávající prostory ve Vatikánských zahradách nestačily potřebám rozrůstajícího se rozhlasového studia (vysílání probíhalo již v 32 jazycích), bylo 29. ledna 1970 otevřeno nové sídlo Vatikánského rozhlasu v Palazzo Pio na Piazza Pio, západně od Andělského hradu.
Rychlý rozvoj techniky na konci 20. století ovlivnil i Rádio Vatikán. Dostupnost internetu, rozvoj družicového a digitálního rozhlasu a též obavy z intenzivního elektromagnetického záření vedly k útlumu vysílání na krátkých vlnách a úplnému opuštění středních vln. Vysílací antény v Santa Maria di Galeria byly v letech 2014–2016 demontovány.
Dne 27. června 2015 zřídil papež František v rámci Římské kurie Dikasterium pro komunikaci, které bylo pověřeno správou deníku L'Osservatore Romano, Vatikánského rozhlasu a televizního vysílání. Dosavadní samostatná média byla sloučena pod hlavičkou internetového portálu Vatican News.
V roce 2016 zaměstnával vatikánský rozhlas 355 osob zhruba 60 národností. K roku 2021 vysílal v 41 jazycích (včetně esperanta a latiny) a provozoval navazující webové stránky v 37 jazycích.

## České vysílání

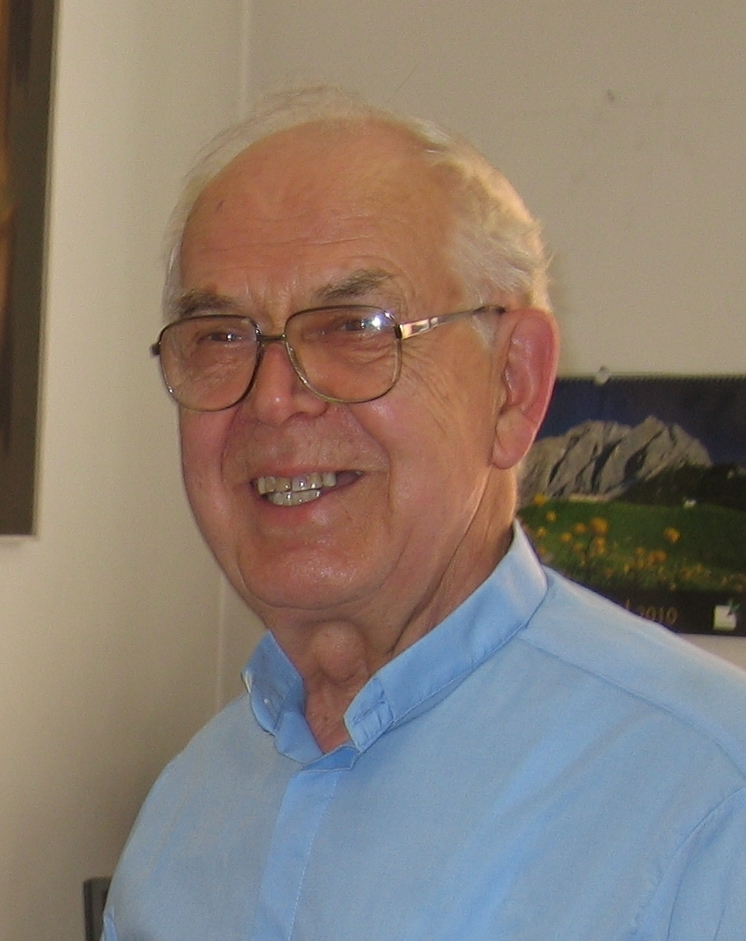
Josef Koláček

O vysílání v češtině se zasadil především pražský arcibiskup Josef Beran, který již během svého prvního pobytu v Římě požádal 23. února 1947 o zvláštní vysílání pro Československo. V té době jeho snahu podporovala i československá vláda. První české vysílání se konalo 22. dubna 1947 u příležitosti zahájení jubilejních svatovojtěšských oslav za účasti také českých studentů semináře. Pravidelně se začalo vysílat 24. prosince 1947. Původně existovalo pro Československo jen jedno společné vysílání, v roce 1949 došlo k jeho rozdělení na českou a slovenskou sekci. Na počátku vysílání stál P. Julius Fiřt, spirituál Nepomucena, české papežské koleje v Římě. Po únoru 1948 bylo třeba předkládat vysílání ke kontrole vatikánské cenzury. Po roce 1950 nastal úkol informovat o pravém stavu katolické církve, zejména proti Katolické akci v Československu. Roku 1953 přichází P. Petr Ovečka, který spolu se slovenským knězem Osuským produkovali také latinské vysílání (které nebylo rušeno). Roku 1970 nastoupil P. Josef Koláček. Byly rovněž přenášeny české mše.
V současné době je české vysílání dostupné na internetových stránkách Radia Vatikán (Vaticannews.va), v ČR pak též na FM kmitočtech Radio Proglas.

### Vedoucí České sekce
- Josef Koláček (1971/1973–2001)
- Jiří Sýkora (2001–2005)
- Milan Glaser (2006–2020)
- Petr Vacík (od roku 2021)

## Vysílací centrum Marconi
Vysílací stanice Marconi je původní budovou vatikánského rozhlasu, pojmenovanou na počest vynálezce bezdrátového vysílání, držitele Nobelovy ceny a tvůrce Rádia Vatikán, Guglielmo Marconiho. Při budově jsou umístěny vysílací antény.
Nad vstupem do budovy je umístěn výklenek s erbem Pia XI., na jehož přání byl rozhlas vybudován. Uvnitř se nachází malé muzeum Radia Vatikán (Museo tecnico Radio Vaticana), vystavující zejména stovky přístrojů, užívaných v devadesátileté historii Vatikánského rozhlasu.